# Andrew Motion
Andrew Motion, FRSL (26 de octubre de 1952) es un poeta, novelista y biógrafo inglés, poeta laureado del Reino Unido entre 1999 y 2009.

## Biografía
Motion nació en Londres y pasó su infancia en Stisted, cerca de Braintree, Essex. Después de ser enviado a un internado a los siete años de edad, cursó sus estudios secundarios en el Radley College. Allí conoció a Mr. Wray, un profesor de inglés que le inspiró el amor por la poesía, mediante el estudio de las obras de Hardy, Philip Larkin, W H Auden, Heaney, Hughes, Wordsworth y Keats. Cuando tenía diecisiete años de edad, su madre tuvo un accidente por montar a caballo y pasó los siguientes nueve años en coma, al borde de la muerte. Motion ha dicho que escribía para mantener viva la memoria de su madre, la musa de su trabajo. En los años siguientes, estudió inglés en el University College de Oxford, donde estudió con W. H. Auden en sesiones semanales. Motion dijo que "lo adoraba, era como pasar una hora por semana en la presencia de Dios". Ganó el Premio Newdigate de la universidad, otorgado a los estudiantes que escriben las mejores composiciones en verso, y se graduó con honores. 
Entre 1976 y 1980, Motion enseñó inglés en la Universidad de Hull y allí, a los veinticuatro años de edad, publicó su primer volumen de poesía. En Hull conoció al bibliotecario de la universidad y poeta Philip Larkin. Más tarde, Motion fue elegido como uno de los ejecutores literarios de Larkin, lo que le daría un conocimiento privilegiado para la composición de la biografía de Larkin tras la muerte de éste en 1985. En Philip Larkin: A Writer's Life, Motion dice que en ningún momento a lo largo de los nueve años que duró su amistad discutieron sobre la composición de su biografía, y que fue Monica Jones, la compañera de Larkin, quien la pidió. Narró cuando, como ejecutor, rescató varios de los escritos de Larkin de la destrucción inminente luego del fallecimiento de su amigo. Su biografía de Larkin, de 1993, le valió el Premio Whitbread a la Mejor Biografía, y brindó una revisión sustancial de la reputación del poeta.
Motion fue director editorial y editor poeta en Chatto & Windus entre 1983 y 89, editó el Poetry Review de la Sociedad de Poesía entre 1980 y 1982 y sucedió a Malcolm Bradbury como Profesor de Escritura Creativa en la Universidad de Anglia del Este. En 2003, ingresó como Profesor de Escritura Creativa en Royal Holloway, Universidad de Londres.
Casado en dos ocasiones, tiene dos hijos y una hija y vive en Islington, al norte de Londres.

## Obras
Motion ha dicho sobre sí mismo:  "Mi deseo de escribir un poema es inseparable de mi deseo de explicarme algo a mí mismo". Sus obras combinan aspectos líricos y narrativos en una "sensibilidad posmoderna y romántica".
The Independent describe al poeta como el "defensor encantador e incansable de esta forma de arte". Motion ha ganado el Premio Arvon, el Premio John Llewellyn, el Premio Eric Gregory, el Premio Whitbread a la Mejor Biografía en 1994 y el Premio Dylan Thomas.

## Poeta laureado
Motion fue elegido poeta laureado el 1 de mayo de 1999, después del fallecimiento de Ted Hughes, el anterior laureado. El poeta y traductor irlandés ganador del premio Nobel Seamus Heaney había decidido no ocupar el cargo. Rompiendo con la tradición de los laureados, quienes mantienen el cargo durante toda su vida, Motion estipuló que sólo lo ocuparía durante diez años. Su ingreso anual fue de cinco mil libras esterlinas, en claro contraste del sueldo de los primeros poetas laureados, que aumentaba a doscientas libras, y recibió el tradicional odre de vino al asumir el cargo.

## Premios y honores
- 1975: Premio Newdigate
- 1976: Premio Eric Gregory
- 1981: Premio Arvon por The Letter
- 1984: Premio John Llewellyn Rhys por Dangerous Play: Poems 1974–1984
- 1986: Premio Somerset Maugham por The Lamberts
- 1987: Premio Dylan Thomas por Natural Causes
- 1999: nombrado poeta laureado por diez años
- 1994: Philip Larkin: A Writer’s Life gana el Premio Whitbread a la Mejor Biografía
- 2009: nombrado Caballero

## Obras selectas

### Poesía
- 1972: Goodnestone: a sequence. Workshop Press
- 1976: Inland. Cygnet Press
- 1977: The Pleasure Steamers. Sycamore Press
- 1981: Independence. Salamander Press
- 1983: Secret Narratives. Salamander Press
- 1984: Dangerous Play: Poems 1974-1984. Salamander Press / Penguin
- 1987: Natural Causes. Chatto & Windus
- 1988: Two Poems. Words Ltd
- 1991: Love in a Life. Faber and Faber
- 1994: The Price of Everything. Faber and Faber
- 1997: Salt Water. Faber and Faber
- 1998: Selected Poems 1976–1997. Faber and Faber
- 2001: A Long Story. The Old School Press
- 2002: Public Property. Faber and Faber
- 2009: The Cinder Path. Faber and Faber

### Críticas
- 1980: The Poetry of Edward Thomas.   Routledge & Kegan Paul
- 1982: Philip Larkin. (Contemporary Writers series) Methuen
- 1986: Elizabeth Bishop. (Chatterton Lectures on an English Poet)
- 1998: Sarah Raphael: Strip!. Marlborough Fine Art (Londres)
- 2008: Ways of Life: On Places, Painters and Poets. Faber and Faber

### Biografía y memorias
- 1986: The Lamberts: George, Constant y Kit. Chatto & Windus
- 1993: Philip Larkin: A Writer's Life. Faber and Faber
- 1997: Keats: A Biography. Faber and Faber
- 2006: In the Blood: A Memoir of my Childhood. Faber and Faber

### Ficción
- 1989: The Pale Companion. Penguin
- 1991: Famous for the Creatures. Viking
- 2003: The Invention of Dr Cake. Faber and Faber
- 2000: Wainewright the Poisoner: The Confessions of Thomas Griffiths Wainewright (novela biográfica)
- 2012: Silver: Return to Treasure Island

### Obras editadas, introducciones y epílogos
- 1981: Selected Poems: William Barnes. Penguin Classics
- 1982: The Penguin Book of Contemporary British Poetry con Blake Morrison. Penguin
- 1994: Thomas Hardy: Selected Poems. Dent
- 1993: New Writing 2 (con Malcolm Bradbury). Minerva en asociación con el British Council
- 1994: New Writing 3 (con Candice Rodd). Minerva en asociación con el British Council
- 1997: Penguin Modern Poets: Volume 11 con Michael Donaghy y Hugo Williams. Penguin
- 1998: Take 20: New Writing. Universidad de Anglia del Este
- 1999: Verses of the Poets Laureate: From John Dryden to Andrew Motion. Con Hilary Laurie. Orion.
- 1999: Babel: New Writing by the University of East Anglia's MA Writers. Universidad de Anglia del Este.
- 2001: Firsthand: The New Anthology of Creative Writing from the University of East Anglia. Universidad de Anglia del Este.
- 2002: Paper Scissors Stone: New Writing from the MA in Creative Writing at UEA. Universidad de Anglia del Este.
- 2001: The Creative Writing Coursebook: Forty Authors Share Advice and Exercises for Fiction & Poetry. Con Julia Bell. Macmillan
- 2000: John Keats: Poems Selected by Andrew Motion. Faber and Faber
- 2001: Here to Eternity: An Anthology of Poetry. Faber and Faber
- 2002: The Mays Literary Anthology; editor invitado. Varsity Publications
- 2003: 101 Poems Against War  Faber and Faber (epílogo)
- 2003: First World War Poems. Faber and Faber
- 2006: Collins Rhyming Dictionary. Collins
- 2007: Bedford Square 2: New Writing from the Royal Holloway Creative Writing Programme. John Murray Ltd.